# Irmãzinhas dos Pobres

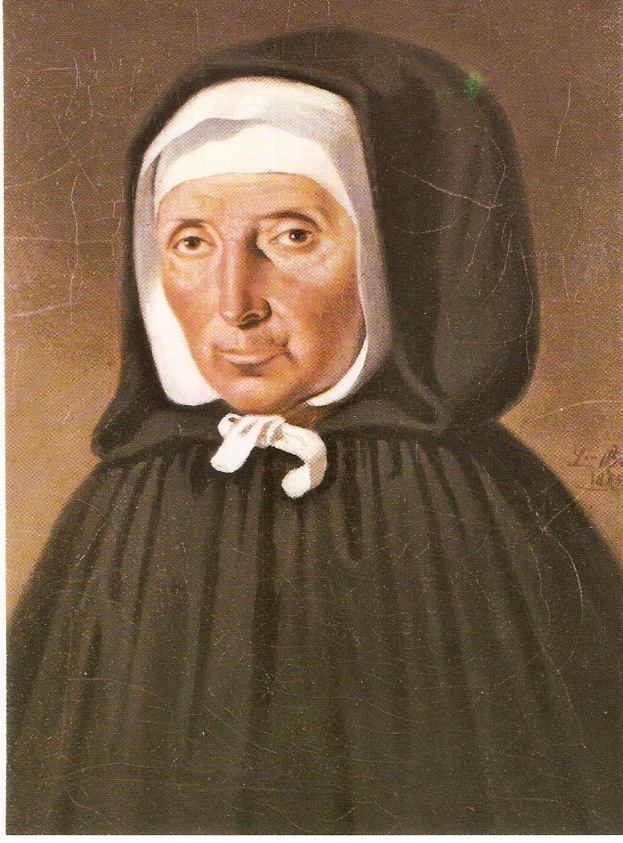
Santa Joana Jugan

As Irmãzinhas dos Pobres (em francês:  Petites Sœurs des pauvres) é um instituto religioso católico para mulheres. Foi fundado por Santa Joana Jugan. Tendo sentido a necessidade de cuidar dos muitos idosos empobrecidos que lotavam as ruas das cidades francesas, Jugan estabeleceu a congregação para cuidar dos idosos em 1839.

## História
A Congregação das Pequenas Irmãs dos Pobres foi fundada em Cancale, na Bretanha, em 1839. Em 1847, uma casa foi estabelecida em Tours e comunidades de irmãs começaram a se espalhar pela França. Em 1851, a obra se expandiu para a Inglaterra.
Em 1868, as Irmãzinhas foram para os Estados Unidos, onde administram 29 casas para cuidar dos idosos pobres.
Jugan foi canonizada em 11 de outubro de 2009 pelo Papa Bento XVI.

## Nos Dias de Hoje
A casa mãe fica em Saint-Pern, França. Internacionalmente, as letras após seu nome são PSDP. Nos Estados Unidos, entretanto, elas são LSP. Hoje, Irmãzinhas dos Pobres atendem a mais de 13.000 idosos pobres em 31 países ao redor do mundo (incluindo lares nos Estados Unidos, Turquia, Hong Kong, Taiwan, Índia, Penang, Nova Zelândia e Filipinas), continuando seu propósito original de cuidar dos idosos. Em 1º de janeiro de 2014, eles eram um dos maiores institutos religiosos femininos da Igreja Católica, com 234 casas e 2.372 membros.
Os membros, de acordo com os conselhos evangélicos, fazem votos de castidade, pobreza e obediência, mas também um quarto, hospitalidade. Eles acreditam que a hospitalidade aperfeiçoa as outras três, trazendo sua consagração religiosa para a realidade da vida cotidiana e dando uma dimensão espiritual às muitas tarefas humildes de hospitalidade realizadas ao longo do dia. Eles usam hábitos tradicionais, sejam todos brancos ou pretos com véus cinza.
As Irmãs continuam a tradição de mendigar, que foi estabelecida por sua fundadora, Jugan. Para atender às necessidades dos pobres idosos, ela percorreu as estradas da França a pé em busca de esmolas. Ela foi reconhecida pela cesta de esmolas que carregava. Batendo em portas, ela pediu não apenas dinheiro, mas também presentes de que precisava, como comida, roupas, madeira e lã.

## Little Sisters of the Poor v. Pennsylvania
A Lei de Proteção ao Paciente e Cuidados Acessíveis (ACA) tentou exigir que os empregadores oferecessem planos de saúde que pagassem pelos anticoncepcionais. A lei isentava especificamente as igrejas, mas não os ministérios baseados na fé. Consequentemente, organizações religiosas sem fins lucrativos, como Little Sisters of the Poor, foram multadas se não cumprissem a lei.
Em 6 de outubro de 2017, o Departamento de Saúde e Serviços Humanos dos EUA emitiu uma nova regra com uma isenção religiosa atualizada que protegia organizações religiosas sem fins lucrativos. A juíza federal Wendy Beetlestone emitiu uma liminar, impedindo temporariamente a aplicação dessa isenção. O estado da Pensilvânia também processou o governo federal para retirar a isenção. A Pensilvânia pediu a um juiz que ordenasse que as Pequenas Irmãs dos Pobres obedecessem ao mandato federal ou pagassem uma multa de dezenas de milhões de dólares.  O Estado alegou que a organização religiosa violou a Constituição, a lei federal anti-discriminação e da Lei de Processo Administrativo (APA).
Em 8 de julho de 2020, em Little Sisters of the Poor Saints Peter and Paul Home v. Pensilvânia, a Suprema Corte dos EUA decidiu que o Departamento de Saúde e Serviços Humanos dos EUA tinha autoridade sob a ACA para permitir as isenções religiosas e morais, e que as regras para as isenções estão livres de defeitos processuais, significando que as Irmãzinhas dos Pobres não precisam fornecer cobertura anticoncepcional nem aborto nos planos de saúde de seus funcionários.